# 中井貴裕
中井 貴裕（なかい たかひろ、1990年10月15日 - ）は、愛知県大府市出身の日本の柔道家。階級は81kg級。身長175cm。血液型はA型。組み手は左組み。段位は四段。得意技は内股、大外刈、指導2勝ち。流通経済大学卒。現在は吉田秀彦が監督を務めるパーク24に所属している。

## 人物
吉田や谷本歩実を輩出したことで知られる地元大府市の大石道場で6歳から柔道を始めた、大成高等学校3年の時にジュニアの体重別で2位に入った。流通経済大学に入学後は講道館杯で2位になり、2010年にはワールドカップウィーンで国際大会初優勝を果たした。続く体重別では、決勝で高松正裕を破って優勝し世界選手権代表に選ばれた。しかし9月の世界選手権では3回戦で敗れた。
続く12月のグランドスラム・東京決勝では高松を破り優勝を果たした。
2011年8月には前年に続いて世界選手権に出場するものの4回戦で敗れた。
10月のグランプリ・アブダビでは優勝を飾った。
2012年5月には体重別で優勝を果たしてオリンピック代表に選出された。
迎えたロンドンオリンピックでは準々決勝でドイツのオーレ・ビショフの腕固めを食らい、参ったを宣告して敗北を喫したが、敗者復活戦ではブラジルのレアンドロ・ギルヘイロと対戦し優勢勝ちで3位決定戦へと回った。だが3位決定戦ではロシアのイワン・ニフォントフの合わせ技一本で敗れ、銅メダルを逃がし5位入賞に終わった。
2020年4月には正式に引退を表明した。

## 戦績
- 2001年（平成13年） -　全国少年柔道大会 団体戦 優勝
- 2002年（平成14年） -　全国少年柔道大会 団体戦 2位
- 2002年（平成14年） -　全日本選抜少年柔道大会 団体戦 2位
- 2008年（平成20年） -　全日本ジュニア 2位
- 2009年（平成21年） -　体重別 3位
- 2009年（平成21年） -　講道館杯 2位
- 2009年（平成21年） -　ワールドカップ・スウォン 2位
- 2010年（平成22年） -　ワールドカップ・ウィーン 優勝
- 2010年（平成22年） -　体重別 優勝
- 2010年（平成22年） -　ワールドカップ・マドリード 優勝
- 2010年（平成22年） -　ワールドカップ・リスボン 3位
- 2010年（平成22年） -　世界選手権 3回戦敗退
- 2010年（平成22年） -　グランプリ・ロッテルダム 2位
- 2010年（平成22年） -　講道館杯 2位
- 2010年（平成22年） -　ワールドカップ・スウォン 2位
- 2010年（平成22年） -　グランドスラム・東京 優勝
- 2011年（平成23年） -　ワールドマスターズ 3位
- 2011年（平成23年） -　アジア選手権 個人戦 5位 団体戦 2位
- 2011年（平成23年） -　世界選手権 4回戦敗退
- 2011年（平成23年） -　世界団体 3位
- 2011年（平成23年） -　グランプリ・アブダビ 優勝
- 2011年（平成23年） -　 グランドスラム・東京 5位
- 2012年（平成24年） -　ワールドマスターズ 2位
- 2012年（平成24年） -　体重別 優勝
- 2012年（平成24年） -　ロンドンオリンピック 5位
- 2012年（平成24年） -　グランドスラム・東京 5位
- 2013年（平成25年） -　アジア選手権 団体戦 2位
- 2013年（平成25年） -　実業柔道選手権 優勝
- 2013年（平成25年） -　講道館杯 2位
- 2013年（平成25年） -　グランドスラム・東京 3位
- 2014年（平成26年） -　体重別 3位
- 2015年（平成27年） -　東アジア選手権 個人戦 優勝 団体戦 優勝
- 2017年（平成29年） -　実業柔道選手権 3位
- 2018年（平成30年） -　実業団体2部 優勝

(出典、JudoInside.com)

## 有力選手との対戦成績
| 国籍                 | 選手名                 | 内容   |
| -------------------- | ---------------------- | ------ |
| 大韓民国の旗         | 金宰範                 | 4敗    |
| ブラジルの旗         | レアンドロ・ギルヘイロ | 1勝2敗 |
| アゼルバイジャンの旗 | エルヌル・ママドリ     | 1敗    |
| ドイツの旗           | オーレ・ビショフ       | 1勝1敗 |
| アラブ首長国連邦の旗 | セルジュ・トマ         | 1勝    |

(参考資料：ベースボールマガジン社発行の近代柔道バックナンバー、JudoInside.com等)